# 김동렬 (대한제국)
김동렬(金東烈, 1870년 4월 12일~1908년 8월 15일)은 민본주의 군주제 대한제국 시대의 관료 출신의 항일 독립운동가로, 사후 2005년 8월 15일 대한민국 건국훈장 애국장(훈장 수훈)이 추서되었다.

## 이름
아명(兒名)은 김동연(金東燕)·김동열(金東悅)이다.

## 생애
하급 관직 시절에 조선 어영청 총어영 작대병, 조선 탁지부 주사, 대한제국 탁지부 기수 등을 지낸 그는 황해도 곡산(谷山)에 거주하였으며 1891년 음서(蔭敍)로써 첫 천거되면서 한성부로 상경하여 조선 어영청 총어영 작대병 등을 지내다가 1894년 그만두고 한성부에서 검술 무예(劍術 武藝)와 경서 탐독(經書 耽讀)을 비룻한 각종 수련 등에 전념하다가 이듬해 1895년 조선 탁지부 주사로 재차 기용되었으며 1896년 이것조차도 사퇴하였고 6년간을 황해도 수안 지역에서 애국 계몽 운동에 전념하다가 1902년 3월, 또다시 대한제국 탁지부 기수로 마지막 기용되었다. 그러던 와중에 6년 지난 이후 1908년 탁지부(度支部)의 기수(技手)까지 차라리 그만두고, 대한제국 황해도 곡산 향리에서 의병 활동을 권유하는 등의 활동을 전개하였다. 동년(1908년)의 8월 15일 당시 황해도 수안 일제 경찰 주재소 왜경 관원들한테 체포되어 취조를 받던 중 탈출을 기도하였으나 검거되어 황해도 수안 일제 경찰 주재소 예하 분견소(分遣所)의 소장 이와키 데츠조(岩城哲三)한테 항거하다 피살 순국하였다.

## 사후
대한민국 정부에서는 고인의 공훈을 기리고자 2005년 8월 15일, 건국훈장 애국장을 추서하였다.